# Plymouth Argyle FC
A Plymouth Argyle FC teljes nevén Plymouth Argyle Football Club egy angol labdarúgócsapat. Jelenleg a harmadosztályban szerepelnek, ahol az előző szezonban a 7. helyen végeztek. Azon kevés klub egyike, amely zöld szerelésben játssza hazai mérkőzéseit (a másik például a Yeovil Town FC). A bajnokság legdélibb, ezenkívül legnyugatibb csapata, de a szurkolók ennek ellenére nagy számban utaznak a csapat idegenbeli mérkőzéseire. [forrás?] Jelenleg Plymouth a legnagyobb város, amelynek még sosem volt első osztályú csapata. (2008-ig Kingston upon Hull volt).

## Jelenlegi keret
2017. március 16-án.
| #  |         | Poszt | Név                                            |
| -- | ------- | ----- | ---------------------------------------------- |
| 2  | skót    | V     | Gary Miller                                    |
| 3  | angol   | V     | Gary Sawyer (Csapatkapitány-helyettes)         |
| 4  | Kamerun | V     | Yann Songo'o                                   |
| 5  | LAT     | V     | Nauris Bulvitis                                |
| 6  | IRL     | KP    | Connor Smith                                   |
| 7  | angol   | KP    | Antoni Sarcevic                                |
| 8  | angol   | CS    | Jordan Slew                                    |
| 9  | angol   | CS    | Jimmy Spencer                                  |
| 10 | IRL     | KP    | Graham Carey                                   |
| 11 | angol   | KP    | Ryan Donaldson                                 |
| 13 | angol   | CS    | Nathan Blissett                                |
| 14 | angol   | CS    | Jake Jervis                                    |
| 15 | angol   | V     | Sonny Bradley                                  |
| 16 | skót    | KP    | Matthew Kennedy (Kölcsönben a Cardiff Citytől) |

| #  |         | Poszt | Név                                        |
| -- | ------- | ----- | ------------------------------------------ |
| 17 | angol   | CS    | Ryan Brunt                                 |
| 18 | angol   | KP    | Oscar Threlkeld                            |
| 19 | angol   | CS    | Ryan Taylor                                |
| 21 | francia | K     | Vincent Dorel                              |
| 22 | angol   | KP    | David Ijaha                                |
| 23 | angol   | K     | Luke McCormick (Csapatkapitány)            |
| 24 | angol   | KP    | David Fox                                  |
| 25 | skót    | K     | Marc McCallum                              |
| 26 | kamerun | CS    | Paul Garita (Kölcsönben a Bristol Citytől) |
| 27 | angol   | KP    | Craig Tanner (Kölcsönben a Readingtől)     |
| 28 | angol   | V     | Jordan Bentley                             |
| 31 | cseh    | V     | Jakub Sokolík                              |

### Kölcsönben
| #  |       | Poszt | Név                                    |
| -- | ----- | ----- | -------------------------------------- |
| 4  | angol | KP    | Simon Walton (Blackpool)               |
| 7  | angol | KP    | Jason Puncheon (Milton Keynes Dons)    |
| 21 | ír    | K     | Graham Stack (Wolverhampton Wanderers) |

## Az év játékosai
| Év   | Győztes           |
| 1966 | Johnny Newman     |
| 1967 | Norman Piper      |
| 1968 | Pat Dunne         |
| 1969 | David Burnside    |
| 1970 | Derek Rickard     |
| 1971 | Jim Furnell       |
| 1972 | Dave Provan       |
| 1973 | Neil Hague        |
| 1974 | Ernie Machin      |
| 1975 | Paul Mariner      |
| 1976 | Paul Mariner      |
| 1977 | Neil Ramsbottom   |
| 1978 | George Foster     |
| 1979 | Fred Binney       |
| 1980 | George Foster     |
| 1981 | David Kemp        |
| 1982 | John Sims         |
| 1983 | Gordon Nisbet     |
| 1984 | Gordon Staniforth |
| 1985 | Tommy Tynan       |
| 1986 | Kevin Hodges      |
| 1987 | Tommy Tynan       |

| Év   | Győztes          |
| 1988 | Steve Cherry     |
| 1989 | Tommy Tynan      |
| 1990 | Nicky Marker     |
| 1991 | Kenny Brown      |
| 1992 | Dwight Marshall  |
| 1993 | Steve McCall     |
| 1994 | Steve McCall     |
| 1995 | Marc Edworthy    |
| 1996 | Mick Heathcote   |
| 1997 | Chris Billy      |
| 1998 | Martin Barlow    |
| 1998 | Carlo Corazzin   |
| 1999 | Mick Heathcote   |
| 2000 | Paul McGregor    |
| 2001 | Wayne O'Sullivan |
| 2002 | Graham Coughlan  |
| 2003 | Paul Wotton      |
| 2004 | Mickey Evans     |
| 2005 | Paul Wotton      |
| 2006 | David Norris     |
| 2007 | Lilian Nalis     |
| 2008 | Tímár Krisztián  |

## Ismertebb játékosok
- Fred Binney
- Jack Cock
- Jack Robinson
- Sammy Black
- Paul Mariner
- Bill Harper
- Bruce Grobbelaar
- John Hope Peddie
- David Jack
- Archie Goodall
- Jack Leslie
- Forbes Phillipson-Masters
- Billy Rafferty
- Tommy Tynan
- Peter Shilton
- Andy Morrison
- Taribo West
- Mickey Evans
- David Friio
- Paul Wotton
- Halmosi Péter
- Buzsáky Ákos
- Sylvan Ebanks-Blake

## Az évszázad csapata
| 1  | angol | K  | Jim Furnell     |
| 2  | angol | V  | Gordon Nisbet   |
| 3  | angol | V  | Jack Chisholm   |
| 4  | ír    | V  | Graham Coughlan |
| 5  | angol | V  | Colin Sullivan  |
| 6  | angol | KP | Ernie Machin    |
| 7  | angol | KP | Kevin Hodges    |
| 8  | angol | KP | Johnny Williams |
| 9  | angol | CS | Paul Mariner    |
| 10 | angol | CS | Tommy Tynan     |
| 11 | skót  | KP | Sammy Black &   |
|    | angol | KP | Garry Nelson    |

Edző:  Paul Sturrock